# Миколаївська волость (Бердянський повіт)
Миколаївська волость — історична адміністративно-територіальна одиниця Бердянського повіту Таврійської губернії.
Станом на 1886 рік складалася з 10 поселень, об'єднаних у єдину сільську громаду. Населення — 5330 осіб (2656 чоловічої статі та 2674 — жіночої), 990 дворових господарств.
|                     | Площа, десятин | У тому числі орної, дес. |
| ------------------- | -------------- | ------------------------ |
| Сільських громад    | 18400          | 16586                    |
| Приватної власності | —              | —                        |
| Казенної власності  | —              | —                        |
| Іншої власності     | 161            | 159                      |
| Загалом             | 18561          | 16745                    |

Основні поселення волості:
- Миколаївка (Скляна, Безіменна, Залізна балка, хутір Бердянський) — колишнє державне село при річці Берда за 35 верст від повітового міста, 3996 осіб, 754 двори, 2 православні церкви, 2 школи, поштова станція, горщиковий завод, 4 лавки, горілчаний склад, базари.